# (4840) Otaynang
(4840) Otaynang (1989 UY) – planetoida z pasa głównego asteroid okrążająca Słońce w ciągu 5,68 lat w średniej odległości 3,18 j.a. Odkryta 23 października 1989 roku.